# Aleksandr Petrovich Cherevko
Bản mẫu:Eastern Slavic name
Aleksandr Petrovich Cherevko (tiếng Nga: Александр Петрович Черевко; sinh ngày 28 tháng 11 năm 1987) là một cầu thủ bóng đá người Nga. Anh chơi ở vị trí right back cho FC SKA-Khabarovsk.

## Thống kê sự nghiệp
Tính đến 4 tháng 3 năm 2018
| Câu lạc bộ            | Mùa giải            | Giải vô địch                | Giải vô địch | Giải vô địch | Cúp     | Cúp       | Châu lục | Châu lục  | Khác    | Khác      | Tổng cộng | Tổng cộng |
| Câu lạc bộ            | Mùa giải            | Hạng đấu                    | Số trận      | Bàn thắng    | Số trận | Bàn thắng | Số trận  | Bàn thắng | Số trận | Bàn thắng | Số trận   | Bàn thắng |
| --------------------- | ------------------- | --------------------------- | ------------ | ------------ | ------- | --------- | -------- | --------- | ------- | --------- | --------- | --------- |
| Lokomotiv Moskva      | 2005                | Giải bóng đá ngoại hạng Nga | 0            | 0            | 0       | 0         | 0        | 0         | –       | –         | 0         | 0         |
| Lokomotiv Moskva      | 2006                | Giải bóng đá ngoại hạng Nga | 0            | 0            | 0       | 0         | 0        | 0         | –       | –         | 0         | 0         |
| Lokomotiv Moskva      | 2007                | Giải bóng đá ngoại hạng Nga | 0            | 0            | 0       | 0         | –        | –         | –       | –         | 0         | 0         |
| Lokomotiv Moskva      | Tổng cộng           | Tổng cộng                   | 0            | 0            | 0       | 0         | 0        | 0         | 0       | 0         | 0         | 0         |
| Dynamo St. Petersburg | 2007                | PFL                         | 13           | 3            | –       | –         | –        | –         | –       | –         | 13        | 3         |
| Nizhny Novgorod       | 2008                | PFL                         | 30           | 4            | 1       | 0         | –        | –         | –       | –         | 31        | 4         |
| Nizhny Novgorod       | 2009                | FNL                         | 33           | 0            | 2       | 0         | –        | –         | –       | –         | 35        | 0         |
| Nizhny Novgorod       | 2010                | FNL                         | 27           | 1            | 1       | 0         | –        | –         | –       | –         | 28        | 1         |
| Nizhny Novgorod       | 2011–12             | FNL                         | 26           | 3            | 0       | 0         | –        | –         | 2       | 0         | 28        | 3         |
| Nizhny Novgorod       | Tổng cộng           | Tổng cộng                   | 116          | 8            | 4       | 0         | 0        | 0         | 2       | 0         | 122       | 8         |
| Tom Tomsk             | 2012–13             | FNL                         | 29           | 0            | 2       | 0         | –        | –         | –       | –         | 31        | 0         |
| Tom Tomsk             | 2013–14             | Giải bóng đá ngoại hạng Nga | 7            | 0            | 3       | 0         | –        | –         | 1       | 0         | 11        | 0         |
| Tom Tomsk             | 2014–15             | FNL                         | 18           | 0            | 0       | 0         | –        | –         | 1       | 0         | 19        | 0         |
| Tom Tomsk             | 2015–16             | FNL                         | 20           | 0            | 1       | 0         | –        | –         | –       | –         | 21        | 0         |
| Tom Tomsk             | Tổng cộng           | Tổng cộng                   | 74           | 0            | 6       | 0         | 0        | 0         | 2       | 0         | 82        | 0         |
| SKA-Khabarovsk        | 2016–17             | FNL                         | 32           | 1            | 3       | 0         | –        | –         | 2       | 0         | 37        | 1         |
| SKA-Khabarovsk        | 2017–18             | Giải bóng đá ngoại hạng Nga | 11           | 0            | 2       | 0         | –        | –         | –       | –         | 13        | 0         |
| SKA-Khabarovsk        | Tổng cộng           | Tổng cộng                   | 43           | 1            | 5       | 0         | 0        | 0         | 2       | 0         | 50        | 1         |
| Tổng cộng sự nghiệp   | Tổng cộng sự nghiệp | Tổng cộng sự nghiệp         | 246          | 12           | 15      | 0         | 0        | 0         | 6       | 0         | 267       | 12        |